# Iglesia de San Miguel (Cabra de Mora)

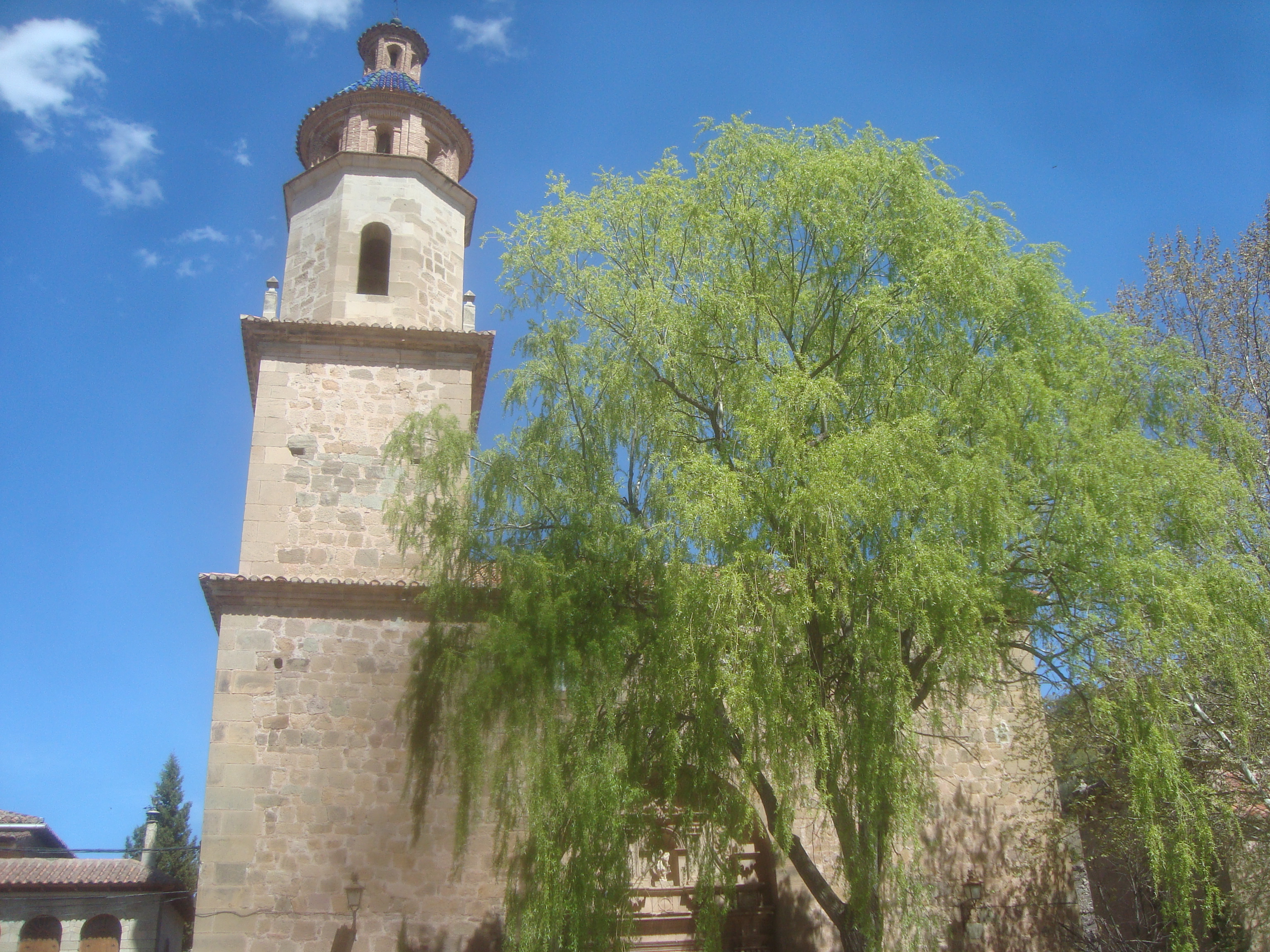
Iglesia de San Miguel Arcángel de Cabra de Mora, fue consagrada para el culto en el año 1729

La iglesia de San Miguel de Cabra de Mora (Provincia de Teruel, España) es un edificio exento y compacto, construido a comienzos del siglo XVIII según modelos evolucionados del siglo XVI, utilizando en su fábrica mampostería combinada con sillar. 
Consta de cabecera semicircular al interior, aunque recta al exterior, flanqueada por dos estancias laterales y tres naves, dividida en cuatro tramos la central y en tres las laterales. La nave central, más alta y ancha que las laterales, está cubierta por bóvedas de cañón con lunetos y cuenta con un coro alto a los pies. 
La sobriedad del tratamiento de los paramentos externos sólo se ve interrumpida en la fachada principal, donde se observa una portada de corte clásico. Contrariamente, el interior destaca por la profusión de la decoración rococó a base de guirnaldas, cortinajes, angelotes, etc. realizados en estuco policromado. 
En su ángulo noroccidental se alza una torre de cuatro pisos; son de planta cuadrada los dos primeros y octogonales los dos superiores; el último cuerpo se halla construido en ladrillo y rematado por un chapitel piramidal de teja con linterna. 

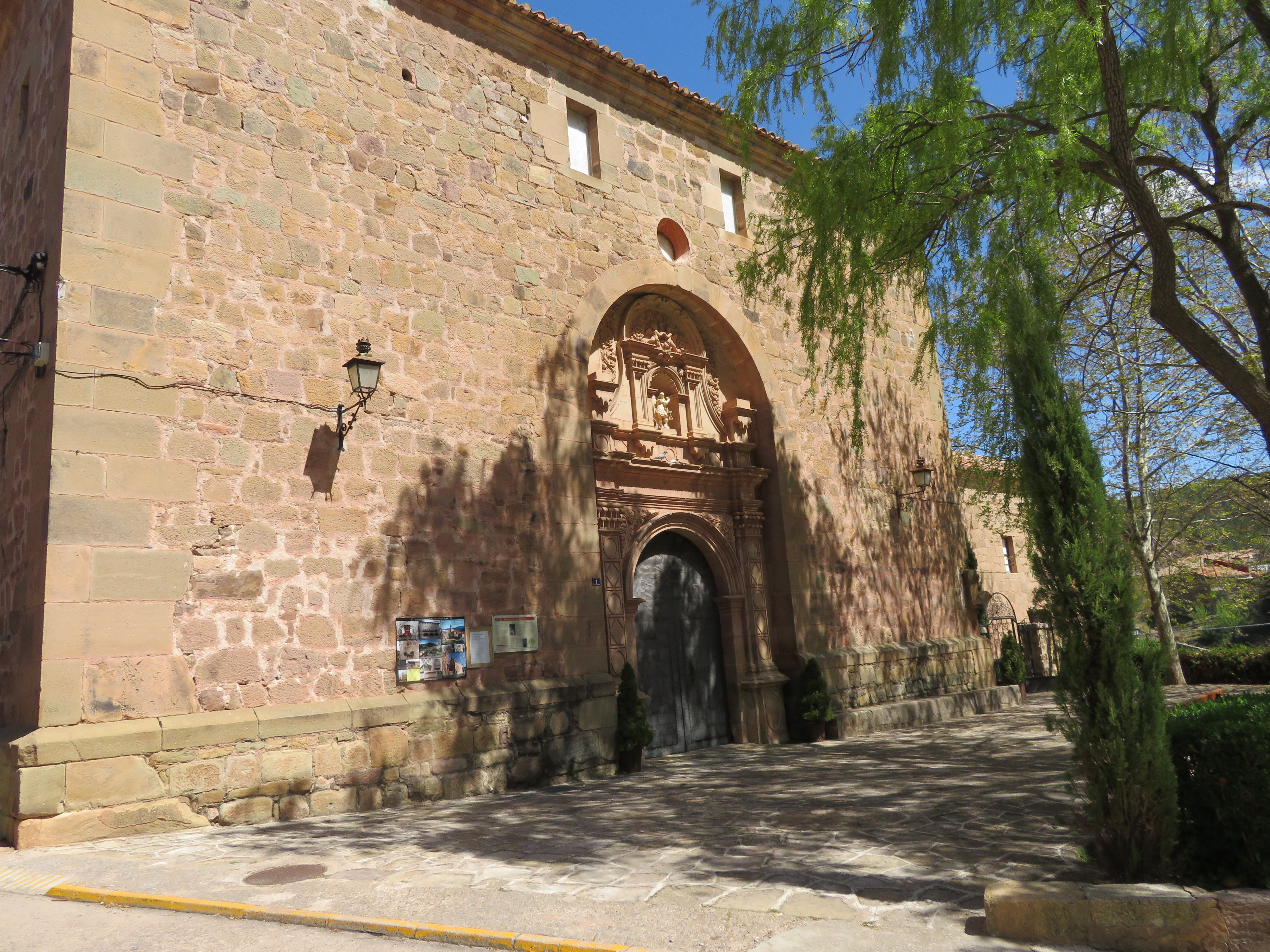
Iglesia de San Miguel Arcángel de Cabra de Mora (Teruel, España).